# Stazione di Hibarigaoka (Tokyo)
La stazione di Hibarigaoka (ひばりヶ丘駅?, Hibarigaoka-eki) è una stazione ferroviaria della città di Nishitokyo, città conurbata con Tokyo. La stazione è servita dalla linea Seibu Ikebukuro delle Ferrovie Seibu e si trova a 16,4 km di distanza dal capolinea a Ikebukuro.

## Storia
La stazione venne aperta inizialmente il 15 aprile 1915 con il nome di stazione di Shakujii (石神井駅?), e assunse il nome attuale il 1º marzo 1933. Dopo i lavori di rifacimento, sono stati inaugurati i binari su viadotto, il 7 febbraio 2010 per i binari 3-4, il 17 aprile 2011 per il binario 2, e il 23 giugno 2012 per il binario 1.
A partire dal 2012 sono stati introdotti i numeri di stazione sulla linea. La stazione di Hibarigaoka possiede il codice "SI10".

## Linee
Ferrovie Seibu
● Linea Seibu Ikebukuro

## Struttura
La stazione possiede due marciapiedi laterali con due binari centrali, parzialmente in tunnel.
| 1-2 | ● Linea Seibu Ikebukuro | per Tokorozawa, Hannō e Seibu Chichibu |
| 3-4 | ● Linea Seibu Ikebukuro | per Nerima e: - Shin-Kiba via Linea Yūrakuchō - Ikebukuro e Shibuya via Linea Fukutoshin (prosecuzione per Yokohama via linea Tōkyū Tōyoko) |

## Stazioni adiacenti
| «                                                      | Servizio               | »                     |
| Linea Seibu Ikebukuro                                  | Linea Seibu Ikebukuro  | Linea Seibu Ikebukuro |
| ------------------------------------------------------ | ---------------------- | --------------------- |
| Hōya                                                   | Locale                 | Higashi-Kurume        |
| Hōya                                                   | Semiespresso           | Higashi-Kurume        |
| Hōya                                                   | Semiespresso pendolari | Higashi-Kurume        |
| Shakujii-kōen                                          | Rapido                 | Higashi-Kurume        |
| Shakujii-kōen                                          | Espresso               | Tokorozawa            |
| Shakujii-kōen                                          | Espresso Rapido        | Tokorozawa            |
| L'Espresso Limitato e l'Espresso pendolari non fermano |                        |                       |